# Bunopus
Bunopus é um género de répteis escamados da família Gekkonidae.

## Espécies
- Bunopus tuberculatus
- Bunopus spatalurus
- Bunopus crassicauda
- Bunopus blanfordii